# Almodóvar del Campo
Almodóvar del Campo és un municipi de la província de Ciudad Real a la comunitat autònoma de Castella-La Manxa. En el seu terme municipal s'hi troba la ciutat romana de Sisapo.

## Divisió administrativa
Del Municipi depenen 11 pedanies: San Benito, Navacerrada, Tirteafuera, Fontanosas, La Viñuela, Retamar, La Bienvenida, Veredas, Minas del Horcajo, Veredilla i Caracollera.